# Корьолей
Корьолей (сомал. Qoryooley, араб. قوريولي‎) — город в Сомали, расположен в Нижней Шабелле.

## Географическое положение
Город расположен на высоте 62 метров над уровнем моря.

## Демография
В 2012 году в городе проживало 7978 человек.

## Транспорт
Ближайший аэропорт находится в городе Могадишо.